# Piquecos
Piquecos is een gemeente in het Franse departement Tarn-et-Garonne (regio Occitanie) en telt 288 inwoners (1999). De plaats maakt deel uit van het arrondissement Montauban.
Monumenten zijn de kerk Saint-Félix uit de 14e en 16e eeuw en het kasteel van Piquebos met delen uit de 15e en de 17e eeuw. Dit kasteel was 400 jaar in het bezit van de familie des Pres de Montpezat en was het hoofdkwartier van koning Lodewijk XIII van Frankrijk tijdens het Beleg van Montauban in 1621.

## Geografie
De oppervlakte van Piquecos bedraagt 7,9 km², de bevolkingsdichtheid is 36,5 inwoners per km².
De gemeente ligt in de vruchtbare riviervlakte van de Tarn en de Aveyron. Deze laatste rivier stroomt door de gemeente. In het zuiden grenst de gemeente aan Montauban.
De onderstaande kaart toont de ligging van Piquecos met de belangrijkste infrastructuur en aangrenzende gemeenten.

## Demografie
Onderstaande figuur toont het verloop van het inwonertal (bron: INSEE-tellingen).